# Jim Kerr
James Kerr, detto Jim (Glasgow, 9 luglio 1959), è un cantante britannico, frontman dei Simple Minds, gruppo di cui è uno degli storici fondatori.

## Biografia
Nacque il 9 luglio 1959 a Glasgow. Kerr frequentò la Holyrood R.C. Secondary School a Glasgow dove fondò insieme al chitarrista e amico Charlie Burchill il gruppo post punk Johnny and the Self Abusers. Sciolto quasi immediatamente questo primo progetto, Kerr e Burchill fondarono i Simple Minds insieme a Mick MacNeil (tastiere), Derek Forbes (basso) e Brian McGee (batteria). Il gruppo divenne estremamente popolare negli anni ottanta, grazie ad album come Real to Real Cacophony (1979), Empires and Dance (1980) e Sons and Fascination (1981) e alle atmosfere delle esibizioni dal vivo dominate dal carisma di Kerr. Con l'album New Gold Dream (81-82-83-84) (1982) i Simple Minds diventarono uno dei gruppi più rappresentativi del movimento new wave. Con i successivi Sparkle in the Rain (1984) e Once Upon a Time, il gruppo giunse a conquistare le prime posizioni nelle classifiche di vendita di tutto il mondo.
A metà degli anni '80 Kerr inizia a occuparsi attivamente di politica, collaborando insieme ai Simple Minds con Amnesty International e battendosi, tra l'altro, a favore di Nelson Mandela e della lotta all'apartheid in Sudafrica. Nello stesso periodo Kerr conobbe Chrissie Hynde, cantante dei Pretenders e nota attivista animalista. Nel 1984 i due si sposarono a New York e l'anno successivo ebbero una figlia, Yasmin Paris Kerr. Da Hynde Kerr ottenne il divorzio nel 1990, risposandosi due anni dopo con Patsy Kensit dalla quale divorziò nel 1996; anche da questa relazione ebbe un figlio, James Kerr.
Vive fra Glasgow e Taormina in Sicilia, dove gestisce un hotel chiamato "Villa Angela", da lui acquistato nel 2000.
Negli anni novanta i Simple Minds continuarono a pubblicare album, senza tuttavia raggiungere il livello di successo delle loro opere precedenti.
Nel 1998 duetta con Pino Daniele nel brano Senza peccato dell’album Yes I Know My Way.
Nel 2001 duetta con Franco Battiato in "Running against the grain", collaborando alla realizzazione dell'album Ferro Battuto.
Nel 2002 è ospite nell'album di debutto dei Planet Funk Non Zero Sumness prestando la sua voce al brano One Step Closer.
Nel 2007 collabora nuovamente con Pino Daniele ai cori della canzone Vento di passione in duetto con Giorgia.
Nel 2009 è ospite al Concerto per Viareggio organizzato da Zucchero Fornaciari, nel quale duetta con Pino Daniele con l'accompagnamento del flautista Andrea Griminelli.
Il 16 maggio 2010 esce, sotto lo pseudonimo "Lostboy", il primo album da solista intitolato Lostboy aka Jim Kerr.

## Vita privata
Kerr ha sposato Chrissie Hynde, cantante dei The Pretenders, nel 1984 (divorziato nel 1990). Hanno una figlia di nome Yasmin. Successivamente ha sposato l'attrice Patsy Kensit nel 1992 (divorziata nel 1996) dalla quale ha avuto un figlio di nome James (nato nel settembre 1993).
Jim Kerr è un tifoso del Celtic e un attivo sostenitore del club. Nel 1998 ha fatto parte di un consorzio insieme all'ex giocatore Kenny Dalglish, tra gli altri, che ha tentato senza successo di rilevare il club: la sua passione sportiva lo ha portato a vestire i panni di calciatore nel 2002, giocando a livello amatoriale con una squadra di Taormina.
Mark Kerr, il fratello del vocalist, è anche un musicista, suonando in gruppi come la band hard rock Gun.
Kerr vive a Taormina, in Sicilia, con la sua compagna giapponese Yumi, dove possiede l'hotel Villa Angela.
Nel 2022 ha fatto richiesta per ottenere la cittadinanza italiana.